# Ruden
Ruden (szlovénül: Ruda) osztrák község Karintia Völkermarkti járásában. 2017 januárjában 1520 lakosa volt.

## Elhelyezkedése

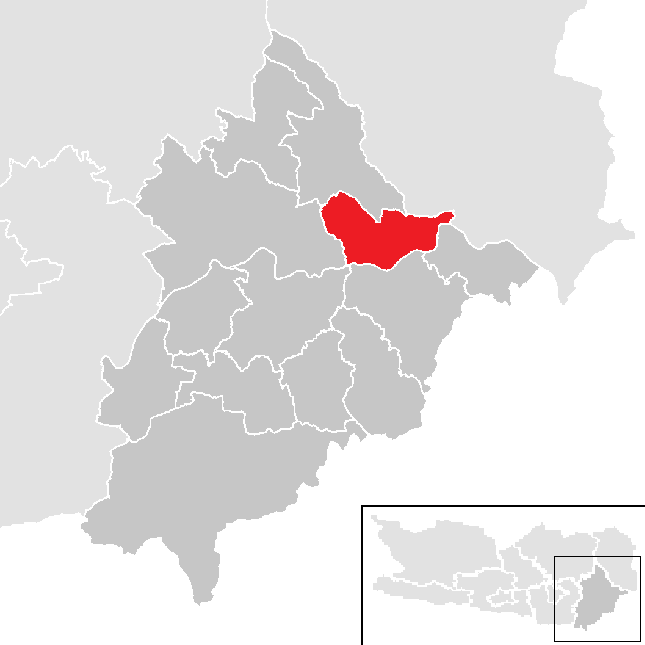
Ruden a Völkermarkti járásban

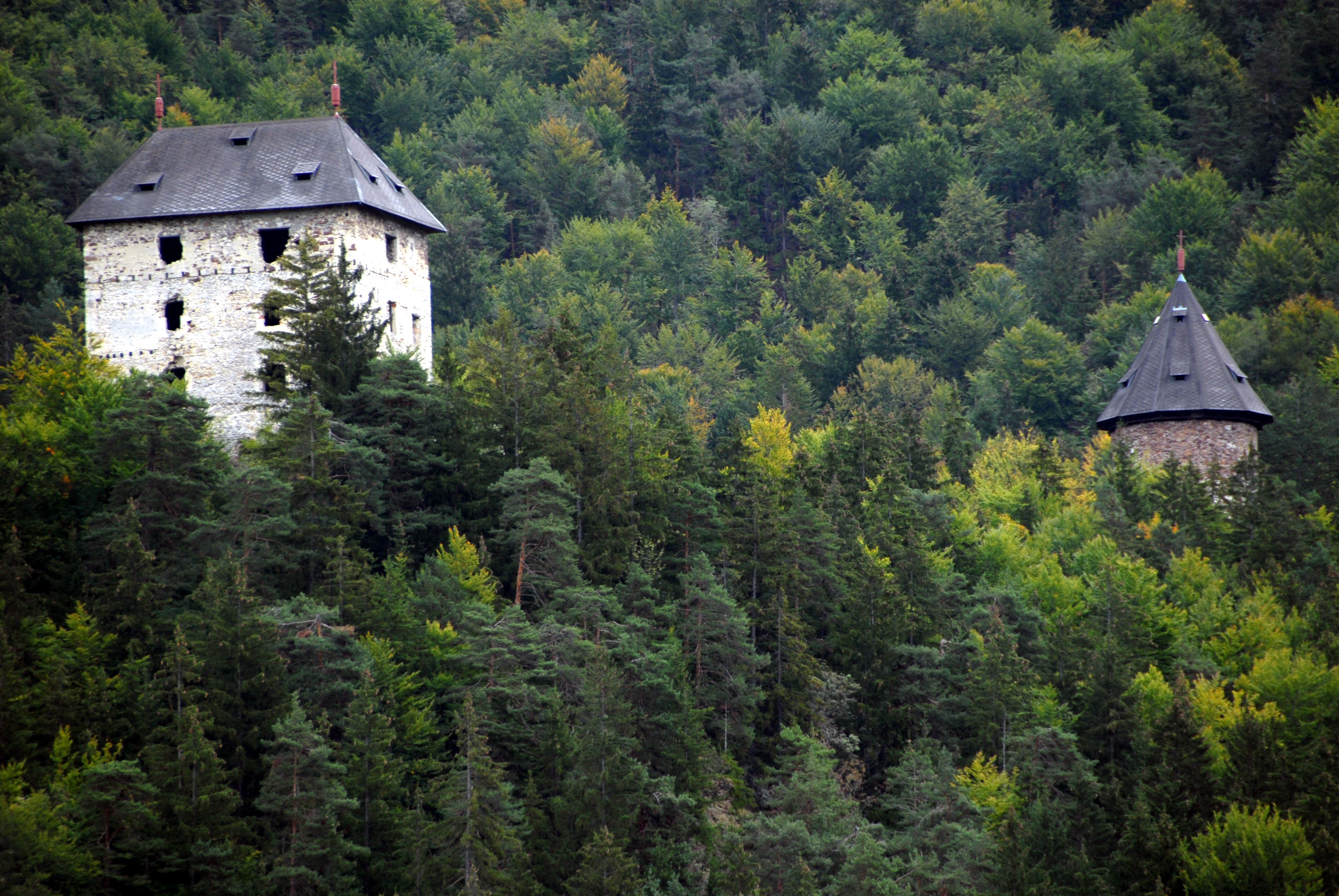
Weißenegg vára

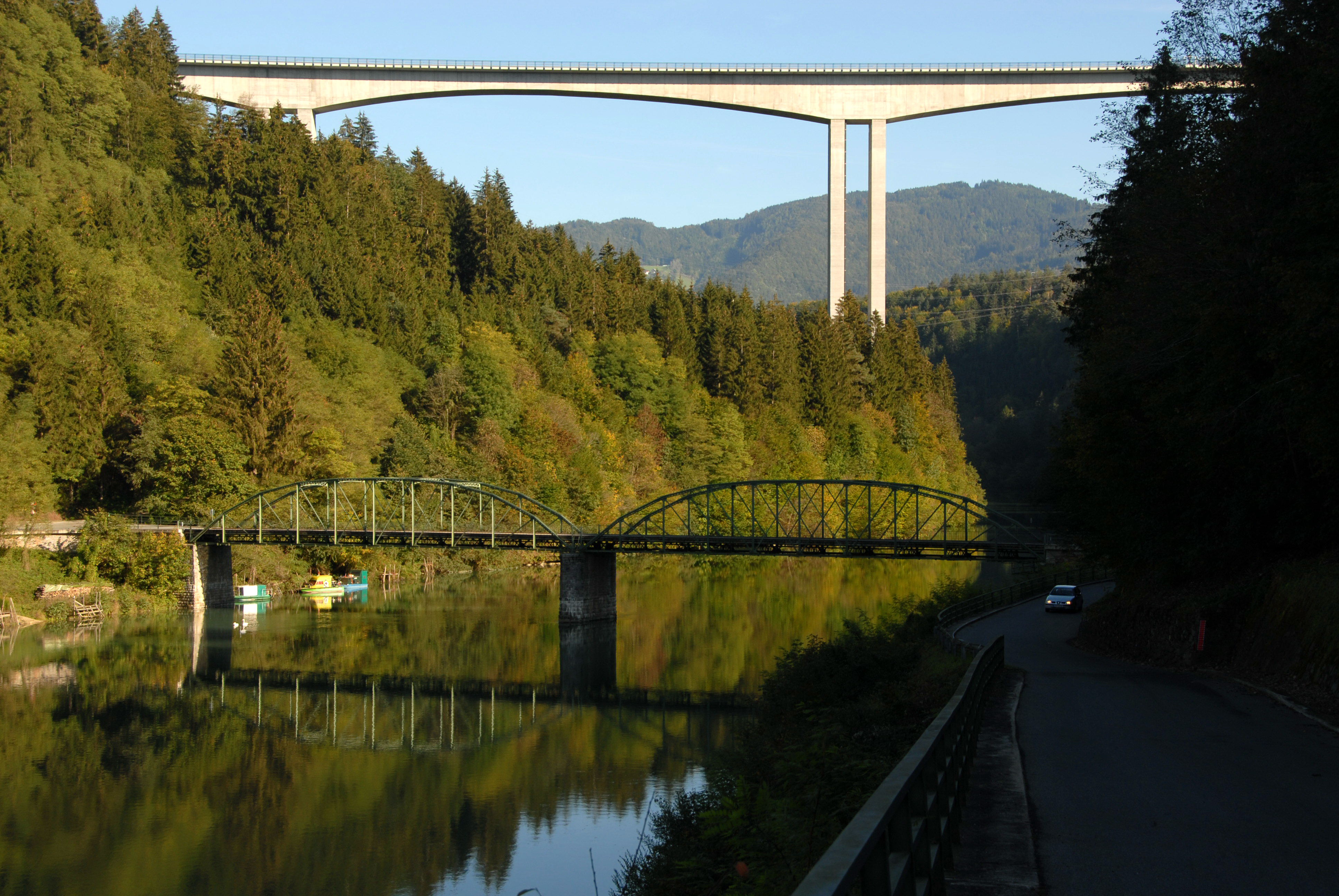
A Jörg Haider-híd (előtérben a régi Dráva-híd)

Ruden Karintia délkeleti részén helyezkedik el a Jauntal völgyben, a Drávától északra. Az önkormányzathoz négy katasztrális községben (Kraßnitz, Unternberg, Ruden, Eis) 18 kisebb-nagyobb falu és településrész tartozik: Dobrowa (64 lakos), Eis (238), Grutschen (15), Kanaren (26), Kleindiex (99), Kraßnitz (29), Lippitzbach (35), Obermitterdorf (225), Ruden (178), Sankt Jakob (12), Sankt Martin (152), Sankt Nikolai (73), Sankt Radegund (104), Untermitterdorf (107), Unternberg (139), Unterrain (9), Weißeneggerberg (0), Wunderstätten (46).
A környező települések: délkeletre Neuhaus, délre Bleiburg, délnyugatra Eberndorf, nyugatra Völkermarkt, északnyugatra Griffen, északkeletre Sankt Paul im Lavanttal, keletre Lavamünd. 

## Története
Az oklevelek tanúsága szerint egy ezüstbánya már a 12. században működött a mai község területén, sőt lehetséges, hogy több mint kétezer éve a kelták is művelték és az itt bányászott ezüstből verték pénzeiket. A település szlovén neve (ruda=érc) is innen származik. 
A falu a középkorban Weißenegg várának uradalmához tartozott. A vár a 12. században épült, első tulajdonosa egy bizonyos, 1120 körül élő Wülfing von "Wizzeneck" volt. 1300 után a helyi törvényszék is Weißeneggben működött, majd 1491-ben átkerült Griffenbe. A von Weißenegg család 1332-eladta a birtokot a Walsee nemzetségnek, akiktől 1363-ban a Cilleiek örökölték meg. Tőlük egy csere révén 1425-ben a bambergi érsekhez került. Weißenegg egészen 1759-ig a bajor érsekek kezében maradt, amikor azok valamennyi karintiai birtokukat eladták és az akkor már elhagyott vár és a körülötte fekvő erdők magánkézbe kerültek. 
A rudeni egyházközség 1521-ben vált önállóvá. Eisben 1789-től 1874-ig lóváltó postaállomás működött. 
Ruden és Eis községek önkormányzatai 1850-ben jöttek létre. Utóbbit már 1854-ben kettéválasztották és egyik felét Rudenhez kapcsoltak. Az együttes községet 1869-ben Griffen alá rendelték, majd 1876-tól ismét önálló vált.

## Lakosság
A rudeni önkormányzat területén 2017 januárjában 1520-an éltek, ami visszaesést jelent a 2001-es 1600 lakoshoz képest. Akkor a lakosok 98,1%-a volt osztrák állampolgár. A szlovén kisebbség aránya elérte a 3,9%-ot. 94% római katolikusnak, 1,1% evangélikusnak, 2,8% felekezet nélkülinek vallotta magát. 

## Látnivalók
- Weißenegg vára
- Lippitzbach kastélya
- Ruden katolikus plébániatemploma
- Gorentschach katolikus plébániatemploma
- Ruden Szt. Radegund-temploma
- a Jörg Haider-híd a Dráván

## Fordítás
- Ez a szócikk részben vagy egészben  a   Ruden (Kärnten) című német Wikipédia-szócikk ezen változatának fordításán alapul.  Az eredeti cikk szerkesztőit annak laptörténete sorolja fel. Ez a jelzés csupán a megfogalmazás eredetét és a szerzői jogokat jelzi, nem szolgál a cikkben szereplő információk forrásmegjelöléseként.